# Xã Moose Lake, Quận Carlton, Minnesota
Xã Moose Lake (tiếng Anh: Moose Lake Township) là một xã thuộc quận Carlton, tiểu bang Minnesota, Hoa Kỳ. Năm 2010, dân số của xã này là 1.061 người.